# Erkenci Kuş
Erkenci Kuş ist eine türkische Fernsehserie, die vom 26. Juni 2018 bis zum 6. August 2019 auf Star TV ausgestrahlt wurde.

## Handlung
Sanem Aydın ist eine junge Träumerin aus einem bescheidenen Viertel in Istanbul, die angesichts des Drucks ihrer Familie, einen festen Arbeitsplatz zu finden, ihre Arbeit in der Werbeagentur aufnimmt, in der ihre ältere Schwester Leyla seit einiger Zeit arbeitet. Der Inhaber der Agentur, Aziz Divit, muss in den Ruhestand treten, daher delegiert er die Adresse der Agentur an seinen ältesten Sohn Can, der ein weltberühmter Fotograf ist und die Freiheit liebt, während der jüngste Sohn, Emre, die Buchführung übernimmt. Nach der Ankunft von Sanem wird sich das Leben der Brüder für immer ändern.

## Besetzung
| Schauspieler      | Zeichen                  | Folge |
| ----------------- | ------------------------ | ----- |
| Demet Özdemir     | Sanem Aydın              | 1–51  |
| Can Yaman         | Can Divit                | 1–51  |
| Özlem Tokaslan    | Mevkibe Aydın            | 1–51  |
| Cihan Ercan       | Muzaffer Kaya (Zebercet) | 1–51  |
| Öznur Serçeler    | Leyla                    | 1–51  |
| Birand Tunca      | Emre                     | 1–51  |
| Berat Yenilmez    | Nihat                    | 1–51  |
| Anıl Çelik        | Cengiz (Ceycey)          | 1–51  |
| Tuğçe Kumral      | Deren                    | 1–51  |
| Ceren Taşçı       | Ayhan                    | 1–39  |
| Sibel Şişman      | Güliz                    | 1–39  |
| Ali Yağcı         | Osman                    | 1–36  |
| Asuman Çakır      | Aysun                    | 1–51  |
| Ferdi Baycu Güler | Melahat                  | 1–51  |
| Ahmet Somers      | Aziz                     | 1–51  |
| Tuan Tunalı       | Metin Avukat             | 1–13  |
| Oğuz Okul         | Rıfat                    | 1–51  |
| Kimya Gökçe Aytaç | Polen                    | 1–36  |
| Ayşe Akın         | Arzu Taş                 | 3–4   |
| Baki Çiftçi       | Levent                   | 9–51  |
| Aslı Melisa Uzun  | Gamze                    | 18–23 |
| İpek Tenolcay     | Hüma                     | 26–51 |
| Dilek Serbest     | Ayça                     | 27–51 |
| Utku Ateş         | Yiğit                    | 27–51 |
| Gamze Topuz       | Ceyda                    | 20–29 |
| Özgür Özberk      | Fabri                    | 20–29 |
| Sevcan Yaşar      | Aylin                    | 1–29  |